# Strawberry Shake Sweet
Strawberry Shake Sweet (ストロベリーシェイク Sweet Sutoroberī Sheiku Sweet?) es un manga yuri escrito e ilustrado por Shizuru Hayashiya. Originalmente era llamado Strawberry Shake mientras era serializado en la revista manga Yuri Shimai, pero el título fue cambiado cuando empezó a ser serializado en Yuri Hime. El primer volumen fue publicado el 18 de enero de 2006 en Japón, y el segundo el 17 de enero de 2009. Cuenta la historia de dos talentosas jóvenes llamadas Julia y Ran, y su atracción mutua.